# Va bene così
Va bene così è un film del 2021 scritto e diretto da Francesco Marioni.

## Trama
A Faenza, una famiglia allargata si incontra per una cena in due occasioni nell'arco di dieci anni. Ogni incontro rivelerà sempre più la meschinità e la rivalità tra i vari commensali, i quali si rendono conto di non avere la vita perfetta che hanno sempre creduto.

## Distribuzione
Il film è stato distribuito a partire dal 26 marzo 2021.